# René Thuillier
René Thuillier, né le 6 janvier 1913 à Paris et mort le 27 mars 1989 à La Souterraine, est un journaliste et un homme politique français. Il a été député communiste de l'Aisne de 1945 à 1951.

## Biographie
Après l'obtention du certificat d'études primaires, et son adhésion, très jeune au Parti communiste français, et à la Jeunesse communiste, René Thuillier entre à la rédaction du journal L'Humanité. De la rubrique des "informations parisiennes" il passe à la rubrique sportive dont il est responsable de 1936 à 1939. À ce titre il suit le Tour de France de 1936 à 1938 : en 1937 il ouvre les colonnes de la rubrique au cycliste Antonin Magne. 
En 1939, il est membre suppléant du Comité national des Jeunesses communistes, organisation particulièrement décimée au cours de la Résistance. En 1943 il en devient un des dirigeants, et reste au secrétariat national jusqu'en 1946, date de la création de l'Union de la jeunesse républicaine de France. Il représente la Jeunesse communiste dans l'organisation qui rassemble les mouvements de jeunesses résistants, les Forces unies de la jeunesse patriotique (FUJP) (octobre 1943). Il est l'un des délégués de cette organisation à l'Assemblée consultative provisoire en septembre 1944.
En octobre 1945 il est élu député à la première Assemblée constituante par les électeurs du département de l'Aisne, présenté par le parti communiste qui y  obtient la première place des forces politiques. Il est réélu en juin 1946 à la deuxième Assemblée constituante et en novembre 1946 à la Chambre des députés. Non réélu en 1951, il exerce la profession de comptable et quitte le Parti communiste en 1956.

### Vie privée
Les parents de René Thuillier sont cordonniers ou ouvriers dans la chaussure, et habitent rue Bourgon. Il a un frère aîné, Paul. Leur enfance est plutôt misérable. René Thuillier épouse Anna Girond en juillet 1934, mais le mariage est dissous en avril 1939. Il épouse ensuite, en juillet 1941, Colette Jobard, une militante communiste clandestine comme lui. Le couple divorce en 1946. René Thuillier épouse alors Ginette Cros, une des dirigeantes des étudiants communistes, en décembre 1946. Ils ont trois enfants ensemble, Daniel (1945-1945), François (1946-) et Dominique (1952-). Le couple se sépare à l’été 1957.